# Tour du Costa Rica 2016
La Vuelta Banco Popular a Costa Rica - Edición 52-2016 est la cinquante-deuxième édition du Tour du Costa Rica. Elle se dispute du 13 décembre au 25 décembre 2016, au Costa Rica.
César Rojas remporte la compétition devant son frère Juan Carlos.

## Équipes participantes
Neuf équipes nationales et six équipes étrangères (dont une continentale) sont au départ.
| Équipes                                                | Principaux engagés                                                                    |
| Frijoles Tierniticos - Arroz Halcón - Specialized      | Juan Carlos Rojas, César Rojas, Yewinson Varela, José Alexis Rodríguez, Pablo Mudarra |
| Nestlé - Giant                                         | Joseph Chavarría, Elías Vega, José Vega                                               |
| Equipo El Colono                                       | Daniel Jara                                                                           |
| Scott - Tele Uno - BCT                                 | Vladimir Fernández, Bryan Salas, Kristopher Vega, Josué Alpízar                       |
| Canet - Multiples Corella                              | José Varela, Carlos Brenes                                                            |
| Ciclo Pigo Pérez - CCDR Cartago - Lufese - Auto Partes | Eddier Godínez                                                                        |
| Ciclo Corea Bike                                       |                                                                                       |
| Team Costa Frut                                        |                                                                                       |
| Parabrisas Morales - Respuestos 2M                     |                                                                                       |
| Strongman-Campagnolo-Wilier                            | Carlos Becerra, Jonathan Caicedo, Nicolás Paredes                                     |
| Sélection nationale de Russie                          |                                                                                       |
| Arbö Denzel Cliffl Cycling Team                        |                                                                                       |
| Sélection de Cuba                                      |                                                                                       |
| Canel's - Specialized                                  | Román Villalobos, Víctor García, Efrén Santos                                         |
| Quebexico                                              |                                                                                       |

## Les étapes
| Étape     | Date    | Villes étapes                        | type                        | Distance (km) | Vainqueur d'étape | Leader du classement général |
| --------- | ------- | ------------------------------------ | --------------------------- | ------------- | ----------------- | ---------------------------- |
| 1re étape | 13 déc. | Alajuela – Nicoya                    | étape de plaine             | 190           | Daniel Jara       | Daniel Jara                  |
| 2e étape  | 14 déc. | Nicoya – Cañas                       | étape de plaine             | 176           | Efrén Santos      | Daniel Jara                  |
| 3e étape  | 15 déc. | Cañas – Ciudad Quesada               | étape vallonnée             | 193           | César Rojas       | Daniel Jara                  |
| 4e étape  | 16 déc. | Ciudad Quesada – Guápiles            | étape de plaine             | 114,84        | Bryan Salas       | Daniel Jara                  |
| 5e étape  | 17 déc. | Guápiles – Tucurrique                | étape de moyenne montagne   | 131,22        | Román Villalobos  | Pablo Mudarra                |
| 6e étape  | 18 déc. | Orosí – Paraíso                      | contre-la-montre individuel | 19,64         | Román Villalobos  | Pablo Mudarra                |
| 7e étape  | 20 déc. | Alajuela – Grecia                    | étape de moyenne montagne   | 176,19        | Juan Carlos Rojas | César Rojas                  |
| 8e étape  | 21 déc. | San José – San Isidro de El General  | étape de montagne           | 126,83        | Elías Vega        | César Rojas                  |
| 9e étape  | 22 déc. | Dominical – Golfito                  | étape de plaine             | 145           | Víctor García     | César Rojas                  |
| 10e étape | 23 déc. | Río Claro – San Isidro de El General | étape de montagne           | 154           | Carlos Becerra    | César Rojas                  |
| 11e étape | 24 déc. | Rivas – Cot                          | étape de montagne           | 122,96        | Juan Carlos Rojas | César Rojas                  |
| 12e étape | 25 déc. | Heredia – Heredia                    | étape de plaine             | 99,53         | Jonathan Caicedo  | César Rojas                  |

## Classements

### Classement général
| \| Classement général \| Classement général \| Classement général \| Classement général \| Classement général \| \| Coureur \| Coureur \| Pays \| Équipe \| Temps \| \| ------------------ \| ------------------ \| ------------------ \| ------------------------------------- \| ------------------ \| \| 1er \| César Rojas \| Costa Rica \| Frijoles Los Tierniticos-Arroz Halcón \| 42 h 09 min 11 s \| \| 2e \| Juan Carlos Rojas \| Costa Rica \| Frijoles Los Tierniticos-Arroz Halcón \| + 37 s \| \| 3e \| Román Villalobos \| Costa Rica \| Canel's-Specialized \| + 5 min 11 s \| \| 4e \| Joseph Chavarría \| Costa Rica \| Nestlé-Giant \| + 11 min 02 s \| \| 5e \| Leandro Varela \| Costa Rica \| Frijoles Los Tierniticos-Arroz Halcón \| + 15 min 49 s \| \| 6e \| Vladimir Fernández \| Costa Rica \| Scott-TeleUno-BCT \| + 16 min 28 s \| \| 7e \| Víctor García \| Espagne \| Canel's-Specialized \| + 20 min 19 s \| \| 8e \| Bryan Salas \| Costa Rica \| Scott-TeleUno-BCT \| + 21 min 42 s \| \| 9e \| Nicolás Paredes \| Colombie \| Strongman-Campagnolo-Wilier \| + 22 min 23 s \| \| 10e \| José Varela \| Costa Rica \| Canet-Múltiples Corella \| + 25 min 49 s \| |                    |            |                                       |                  |
| |                    |            |                                       |                  |
| |                    |            |                                       |                  |
| Classement général |                    |            |                                       |                  |
| Coureur | Coureur            | Pays       | Équipe                                | Temps            |
| 1er | César Rojas        | Costa Rica | Frijoles Los Tierniticos-Arroz Halcón | 42 h 09 min 11 s |
| 2e | Juan Carlos Rojas  | Costa Rica | Frijoles Los Tierniticos-Arroz Halcón | + 37 s           |
| 3e | Román Villalobos   | Costa Rica | Canel's-Specialized                   | + 5 min 11 s     |
| 4e | Joseph Chavarría   | Costa Rica | Nestlé-Giant                          | + 11 min 02 s    |
| 5e | Leandro Varela     | Costa Rica | Frijoles Los Tierniticos-Arroz Halcón | + 15 min 49 s    |
| 6e | Vladimir Fernández | Costa Rica | Scott-TeleUno-BCT                     | + 16 min 28 s    |
| 7e | Víctor García      | Espagne    | Canel's-Specialized                   | + 20 min 19 s    |
| 8e | Bryan Salas        | Costa Rica | Scott-TeleUno-BCT                     | + 21 min 42 s    |
| 9e | Nicolás Paredes    | Colombie   | Strongman-Campagnolo-Wilier           | + 22 min 23 s    |
| 10e | José Varela        | Costa Rica | Canet-Múltiples Corella               | + 25 min 49 s    |

### Classements annexes
| Classement par équipes | Classement par équipes                | Classement par équipes | Classement par équipes |
| Équipe                 | Équipe                                | Pays                   | Temps                  |
| ---------------------- | ------------------------------------- | ---------------------- | ---------------------- |
| 1re                    | Frijoles Los Tierniticos-Arroz Halcón | Costa Rica             | 126 h 30 min 49 s      |
| 2e                     | Canel's-Specialized                   | Mexique                | + 15 min 43 s          |
| 3e                     | Strongman-Campagnolo-Wilier           | Colombie               | + 1 h 25 min 13 s      |
| 4e                     | Nestlé-Giant                          | Costa Rica             | + 1 h 41 min 31 s      |
| 5e                     | Scott-TeleUno-BCT                     | Costa Rica             | + 1 h 43 min 37 s      |

| Classement par équipes | Classement par équipes                | Classement par équipes | Classement par équipes |
| Équipe                 | Équipe                                | Pays                   | Temps                  |
| ---------------------- | ------------------------------------- | ---------------------- | ---------------------- |
| 1re                    | Frijoles Los Tierniticos-Arroz Halcón | Costa Rica             | 126 h 30 min 49 s      |
| 2e                     | Canel's-Specialized                   | Mexique                | + 15 min 43 s          |
| 3e                     | Strongman-Campagnolo-Wilier           | Colombie               | + 1 h 25 min 13 s      |
| 4e                     | Nestlé-Giant                          | Costa Rica             | + 1 h 41 min 31 s      |
| 5e                     | Scott-TeleUno-BCT                     | Costa Rica             | + 1 h 43 min 37 s      |

| Classement de la montagne | Classement de la montagne | Classement de la montagne | Classement de la montagne             | Classement de la montagne |
| Coureur                   | Coureur                   | Pays                      | Équipe                                | Points                    |
| ------------------------- | ------------------------- | ------------------------- | ------------------------------------- | ------------------------- |
| 1er                       | Román Villalobos          | Costa Rica                | Canel's-Specialized                   | 64 pts                    |
| 2e                        | César Rojas               | Costa Rica                | Frijoles Los Tierniticos-Arroz Halcón | 61 pts                    |
| 3e                        | Juan Carlos Rojas         | Costa Rica                | Frijoles Los Tierniticos-Arroz Halcón | 57 pts                    |

| Classement de la montagne | Classement de la montagne | Classement de la montagne | Classement de la montagne             | Classement de la montagne |
| Coureur                   | Coureur                   | Pays                      | Équipe                                | Points                    |
| ------------------------- | ------------------------- | ------------------------- | ------------------------------------- | ------------------------- |
| 1er                       | Román Villalobos          | Costa Rica                | Canel's-Specialized                   | 64 pts                    |
| 2e                        | César Rojas               | Costa Rica                | Frijoles Los Tierniticos-Arroz Halcón | 61 pts                    |
| 3e                        | Juan Carlos Rojas         | Costa Rica                | Frijoles Los Tierniticos-Arroz Halcón | 57 pts                    |

| Classement par points | Classement par points | Classement par points | Classement par points                 | Classement par points |
| Coureur               | Coureur               | Pays                  | Équipe                                | Points                |
| --------------------- | --------------------- | --------------------- | ------------------------------------- | --------------------- |
| 1er                   | Román Villalobos      | Costa Rica            | Canel's-Specialized                   | 124 pts               |
| 2e                    | Joseph Chavarría      | Costa Rica            | Nestlé-Giant                          | 115 pts               |
| 3e                    | César Rojas           | Costa Rica            | Frijoles Los Tierniticos-Arroz Halcón | 114 pts               |

| Classement par points | Classement par points | Classement par points | Classement par points                 | Classement par points |
| Coureur               | Coureur               | Pays                  | Équipe                                | Points                |
| --------------------- | --------------------- | --------------------- | ------------------------------------- | --------------------- |
| 1er                   | Román Villalobos      | Costa Rica            | Canel's-Specialized                   | 124 pts               |
| 2e                    | Joseph Chavarría      | Costa Rica            | Nestlé-Giant                          | 115 pts               |
| 3e                    | César Rojas           | Costa Rica            | Frijoles Los Tierniticos-Arroz Halcón | 114 pts               |

| Classement des sprints | Classement des sprints | Classement des sprints | Classement des sprints                               | Classement des sprints |
| Coureur                | Coureur                | Pays                   | Équipe                                               | Points                 |
| ---------------------- | ---------------------- | ---------------------- | ---------------------------------------------------- | ---------------------- |
| 1er                    | José Vega              | Costa Rica             | Nestlé-Giant                                         | 37 pts                 |
| 2e                     | Eddier Godínez         | Costa Rica             | Ciclo Pigo Pérez-CCDR Cartago-LUFESE-Autopartes MAFR | 30 pts                 |
| 3e                     | Josué Alpízar          | Costa Rica             | Scott-TeleUno-BCT                                    | 21 pts                 |

| Classement des sprints | Classement des sprints | Classement des sprints | Classement des sprints                               | Classement des sprints |
| Coureur                | Coureur                | Pays                   | Équipe                                               | Points                 |
| ---------------------- | ---------------------- | ---------------------- | ---------------------------------------------------- | ---------------------- |
| 1er                    | José Vega              | Costa Rica             | Nestlé-Giant                                         | 37 pts                 |
| 2e                     | Eddier Godínez         | Costa Rica             | Ciclo Pigo Pérez-CCDR Cartago-LUFESE-Autopartes MAFR | 30 pts                 |
| 3e                     | Josué Alpízar          | Costa Rica             | Scott-TeleUno-BCT                                    | 21 pts                 |

#### Classement du meilleur jeune
| Classement du meilleur jeune | Classement du meilleur jeune | Classement du meilleur jeune | Classement du meilleur jeune          | Classement du meilleur jeune |
| Coureur                      | Coureur                      | Pays                         | Équipe                                | Temps                        |
| ---------------------------- | ---------------------------- | ---------------------------- | ------------------------------------- | ---------------------------- |
| 1er                          | Leandro Varela               | Costa Rica                   | Frijoles Los Tierniticos-Arroz Halcón | 42 h 25 min 00 s             |
| 2e                           | Kristopher Vega              | Costa Rica                   | Scott-TeleUno-BCT                     | + 59 min 54 s                |
| 3e                           | José Alexis Rodríguez        | Costa Rica                   | Frijoles Los Tierniticos-Arroz Halcón | + 1 h 13 min 02 s            |

## Évolution des classements
| Étapes             | Vainqueur          | Classement général | Classement des moins de 23 ans | Classement de la montagne | Classement par points | Classement des étapes volantes | Classement par équipes                            |
| ------------------ | ------------------ | ------------------ | ------------------------------ | ------------------------- | --------------------- | ------------------------------ | ------------------------------------------------- |
| 1re étape          | Daniel Jara        | Daniel Jara        | Daniel Jara                    | José Alexis Rodríguez     | Carlos Brenes         | Carlos Brenes                  | El Colono                                         |
| 2e étape           | Efrén Santos       | Daniel Jara        | Daniel Jara                    | José Alexis Rodríguez     | Carlos Brenes         | José Vega                      | Strongman-Campagnolo-Wilier                       |
| 3e étape           | César Rojas        | Daniel Jara        | Daniel Jara                    | César Rojas               | Carlos Brenes         | José Vega                      | Canel's - Specialized                             |
| 4e étape           | Bryan Salas        | Daniel Jara        | Daniel Jara                    | César Rojas               | Carlos Brenes         | José Vega                      | Canel's - Specialized                             |
| 5e étape           | Román Villalobos   | Pablo Mudarra      | Daniel Jara                    | César Rojas               | Carlos Brenes         | José Vega                      | Canel's - Specialized                             |
| 6e étape           | Román Villalobos   | Pablo Mudarra      | Daniel Jara                    | César Rojas               | Carlos Brenes         | José Vega                      | Canel's - Specialized                             |
| 7e étape           | Juan Carlos Rojas  | César Rojas        | Yewinson Varela                | César Rojas               | César Rojas           | José Vega                      | Frijoles Tierniticos - Arroz Halcón - Specialized |
| 8e étape           | Elías Vega         | César Rojas        | Yewinson Varela                | César Rojas               | César Rojas           | José Vega                      | Frijoles Tierniticos - Arroz Halcón - Specialized |
| 9e étape           | Víctor García      | César Rojas        | Yewinson Varela                | César Rojas               | César Rojas           | José Vega                      | Frijoles Tierniticos - Arroz Halcón - Specialized |
| 10e étape          | Carlos Becerra     | César Rojas        | Yewinson Varela                | Román Villalobos          | Román Villalobos      | José Vega                      | Frijoles Tierniticos - Arroz Halcón - Specialized |
| 11e étape          | Juan Carlos Rojas  | César Rojas        | Yewinson Varela                | Román Villalobos          | Román Villalobos      | José Vega                      | Frijoles Tierniticos - Arroz Halcón - Specialized |
| 12e étape          | Jonathan Caicedo   | César Rojas        | Yewinson Varela                | Román Villalobos          | Román Villalobos      | José Vega                      | Frijoles Tierniticos - Arroz Halcón - Specialized |
| Classements finals | Classements finals | César Rojas        | Yewinson Varela                | Román Villalobos          | Román Villalobos      | José Vega                      | Frijoles Tierniticos - Arroz Halcón - Specialized |